# Klaus Augenthaler
Klaus Augenthaler, född 26 september 1957 i Fürstenzell, är en tysk fotbollsspelare och tränare.
Klaus Augenthaler var en av Bundesligas främsta liberos under 1980-talet och firade stora framgångar tillsammans med klubblaget FC Bayern München. Augenthaler blev tysk mästare sju gånger och vann tyska cupen tre gånger. Augenthaler blev världsmästare med Västtyskland 1990 och spelade 27 landskamper. Han var även med i den västtyska VM-truppen 1986. Efter den aktiva karriären har Augenthaler varit tränare i FC Bayern München (assisterande tränare), Grazer AK, 1. FC Nürnberg, Bayer Leverkusen och aktuelle VfL Wolfsburg.